# Skyレディース ABC杯
LPGAステップ・アップ・ツアー Skyレディース ABC杯（エルピージーエー・ステップ・アップ・ツアー・スカイレディース・エービーシーはい）は、日本女子プロゴルフ協会主催の2部ツアー「ステップ・アップ・ツアー」として、2014年より、兵庫県加東市のABCゴルフ倶楽部で行われているゴルフの大会である。
本大会は2014年より朝日放送テレビと日本女子プロゴルフ協会の共催として「ABCレディース」として新設されたもので、2年目の2015年と2016年は日本臓器製薬株式会社、2017年はSky株式会社が協賛スポンサーに就任した。2020年は中止。

## 大会概要（2015年）
- 会期　2015年7月1日、2日
- 試合方式　2日間36ホールストローク。初日終了時の予選カットなし。
- 2日目終了時に1位対が複数いる場合、ホールバイホール（サドンデス）方式によるプレーオフで優勝を決める。
- 優勝特典として、その選手に対して本大会の終了2週間以後に行われる最初の試合から連続4試合のLPGAツアー（1部）公認競技出場権を与える

## スポンサー
- 主催　日本女子プロゴルフ協会
- 共催　朝日放送テレビ
- 後援　朝日新聞社、日刊スポーツ新聞社、加東市、一般社団法人加東市観光協会
- 特別協賛　Sky

## 特記事項
- 一般ギャラリーの観戦・応援不可（コースを開放していないため）
- テレビ中継　スカイ・Aスポーツプラス（全部見せます!ゴルフシリーズ）